# Terminal Parangaba
O Terminal Parangaba é um terminal de integração de ônibus urbano, localizado entre as ruas Carlos Amora e Eduardo Perdigão, no bairro Parangaba, pertencente a Secretaria Executiva Regional 4, município de Fortaleza, Ceará.
Ao todo, 53 linhas de ônibus operam no terminal, transportando mais de 198 mil passageiros por dia, configurando-se como o segundo terminal mais movimentado da capital, atrás apenas do terminal Papicu.

## Histórico
Construído como parte do projeto de implementação do Sistema Integrado de Transporte de Fortaleza (SIT-FOR), Parangaba se tornou o quinto terminal integrado de transporte entregue à população de Fortaleza na manhã do dia 7 de agosto de 1993.

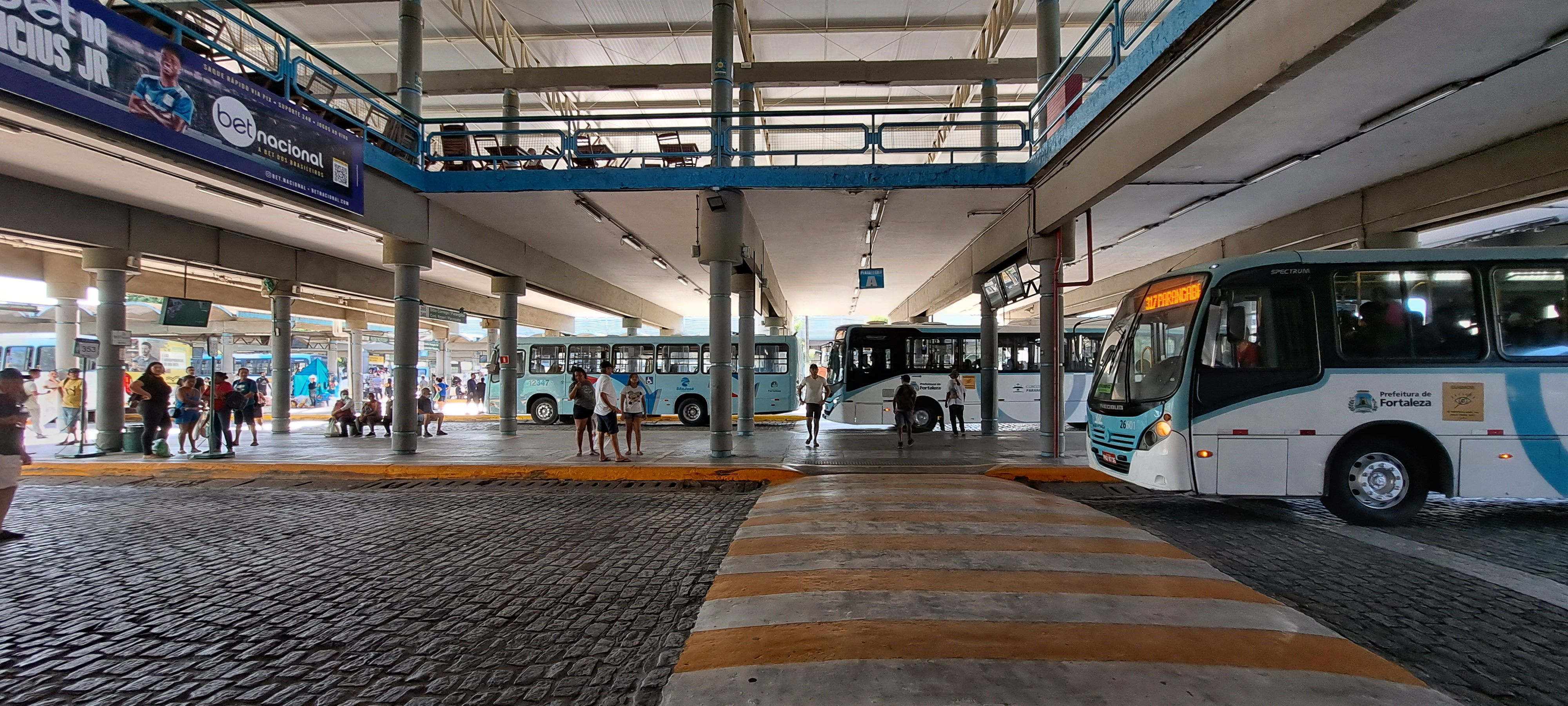
Plataformas de embarque e desembarque de ônibus do terminal Parangaba em julho de 2023.

Com a entrega do novo equipamento, localizado próximo a avenida Doutor   Silas Munguba (Anteriormente denominada Dedé Brasil), foram criadas duas novas linhas de ônibus, beneficiando duas comunidades: Conjunto Itapery e Planalto Itapery, além de duas linhas expressas e troncais, Parangaba/Centro e Parangaba/Papicu. 
O terminal Parangaba iniciou com 23 linhas de ônibus e foi inaugurado com a presença do ex-Prefeito de Fortaleza, Antônio Cambraia, que descerrou a placa de inauguração acompanhado de Juraci Magalhães e Antônio Magalhães Neto, presidente da então Companhia de Transporte Coletivo de Fortaleza (CTC).
Além das pessoas que residiam em Parangaba, o Terminal passou a beneficiar os usuários dos seguintes bairros e regiões: Conjunto Esperança, Maraponga, Castelão, Serrinha, Vila Betânia, Jardim Sumaré, Parque Veras, Alto da Paz, Parque São José, Parreão, Avenida dos Expedicionários/Vila União, Santa Tereza, Conjunto Prefeito José Walter, Mondubim, Parque Santa Rosa, Aracapé, Parque Dois Irmãos, Vila Manoel Sátiro, Itapery, Itaoca e o Campus da UECE.
Após mais de vinte anos sem receber qualquer intervenção estrutural, o então prefeito de Fortaleza, Roberto Cláudio, inaugurou em 1º de julho de 2016, a requalificação do terminal. O equipamento recebeu uma série de melhorias como a disponibilidade de rede wi-fi gratuita, painéis de previsão de chegada dos ônibus, projeto terminal literário e um bicicletário.

## Características
Localizado em uma região central do bairro de mesmo nome, o terminal Parangaba possuí uma área total de 11.313 metros quadros, distribuídos entre 5 plataformas de embarque e desembarque de ônibus e dividido em dois níveis, térreo e primeiro piso. 

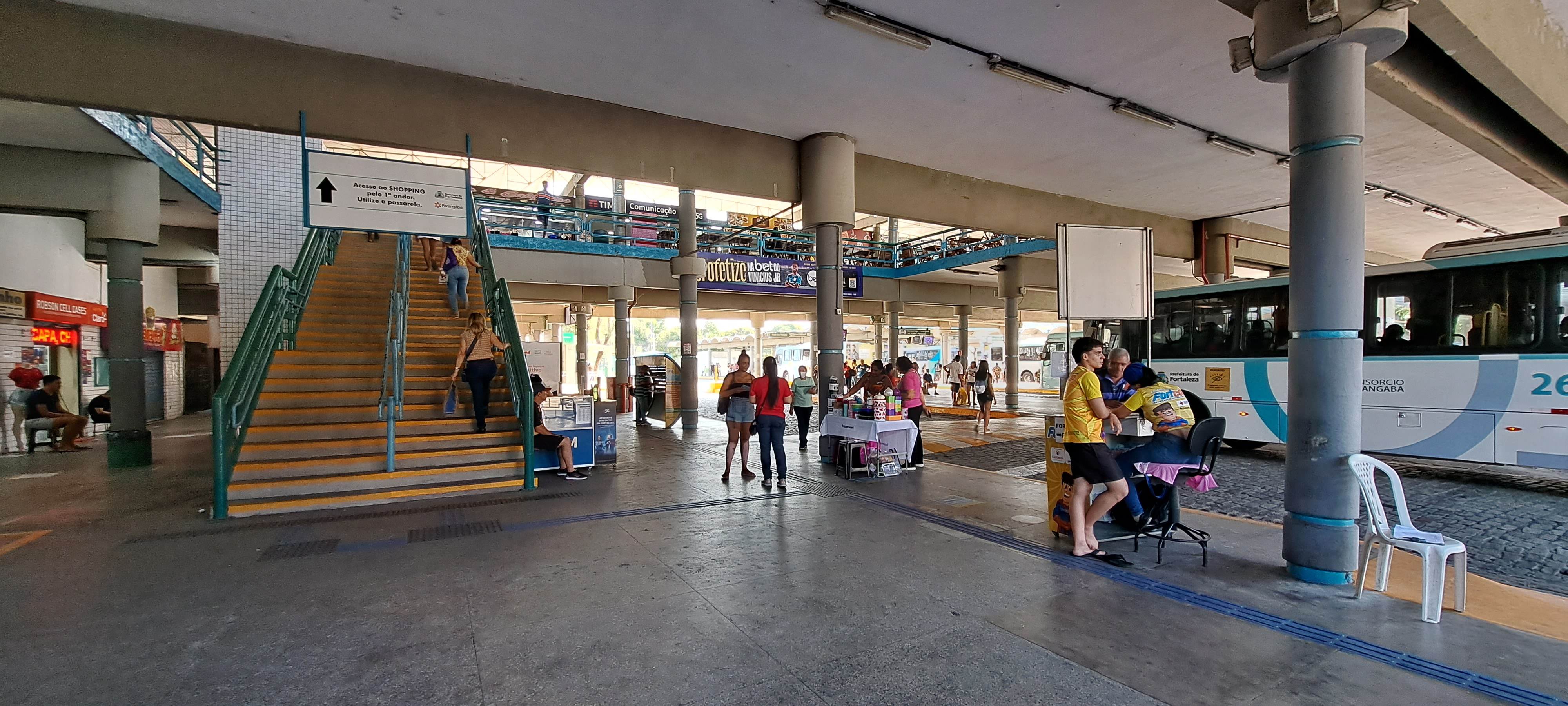
Escada de acesso ao primeiro andar e a passarela sob a rua Carlos Amora, interligando o terminal ao shopping Parangaba.

No nível térreo, se localizam as plataformas, três conjuntos de bilheterias e catracas de acesso ao terminal, banheiros, ponto de recarga de cartões de transporte e bilhete único, caixas eletrônicos, lanchonetes, quiosques e pequenas lojas. Uma escada fixa e um elevador permitem acesso ao primeiro piso do terminal, onde estão presentes algumas lojas, lanchonetes, banheiros e um conjunto de catracas e bilheteria que da acesso a passarela sob a rua Carlos Amora, interligando o terminal com o Shopping Parangaba.
Desta forma, o acesso ao terminal pode ser feito em quatro pontos: pelas ruas Eduardo Perdigão e Carlos Amora, sendo esses dois os acessos originais abertos em 1993; pela passarela que liga diretamente o primeiro piso do terminal com o piso L2 do Shopping Parangaba, sendo esse o terceiro acesso a ser liberado  em 27 de outubro de 2014, como forma de substituir a então travessia pela faixa de pedestres, alvo de reclamações dos usuários por conta do risco de acidentes com os veículos; por fim, foi aberto em 2022 o quarto acesso, localizado abaixo da estrutura elevada da estação Parangaba destinada ao Veículo Leve sobre Trilhos (VLT), com o objetivo de facilitar o acesso os usuários provenientes da estação do metrô e do VLT.
Por ser o segundo terminal de integração de ônibus urbano mais movimentado de Fortaleza, mantendo quase que a totalidade de sua estrutura original do início da década de 1990, Parangaba sofre com problemas de superlotação em horários de grande movimentação, agravado pelos constantes congestionamentos da região que dificultam a entrada e saída dos ônibus, e pelo aumento de demanda ocasionado pela inauguração de um grande shopping center ao lado do terminal em 2013. Para a solução dos problemas citados, uma série de projetos de reforma do terminal foram apresentados ao longo das últimas décadas, seguindo o exemplo dos terminais Antônio Bezerra e Messejana que foram completamente reformados, entretanto, nenhum dos projetos foi efetivado. 

## Integração e Conexões

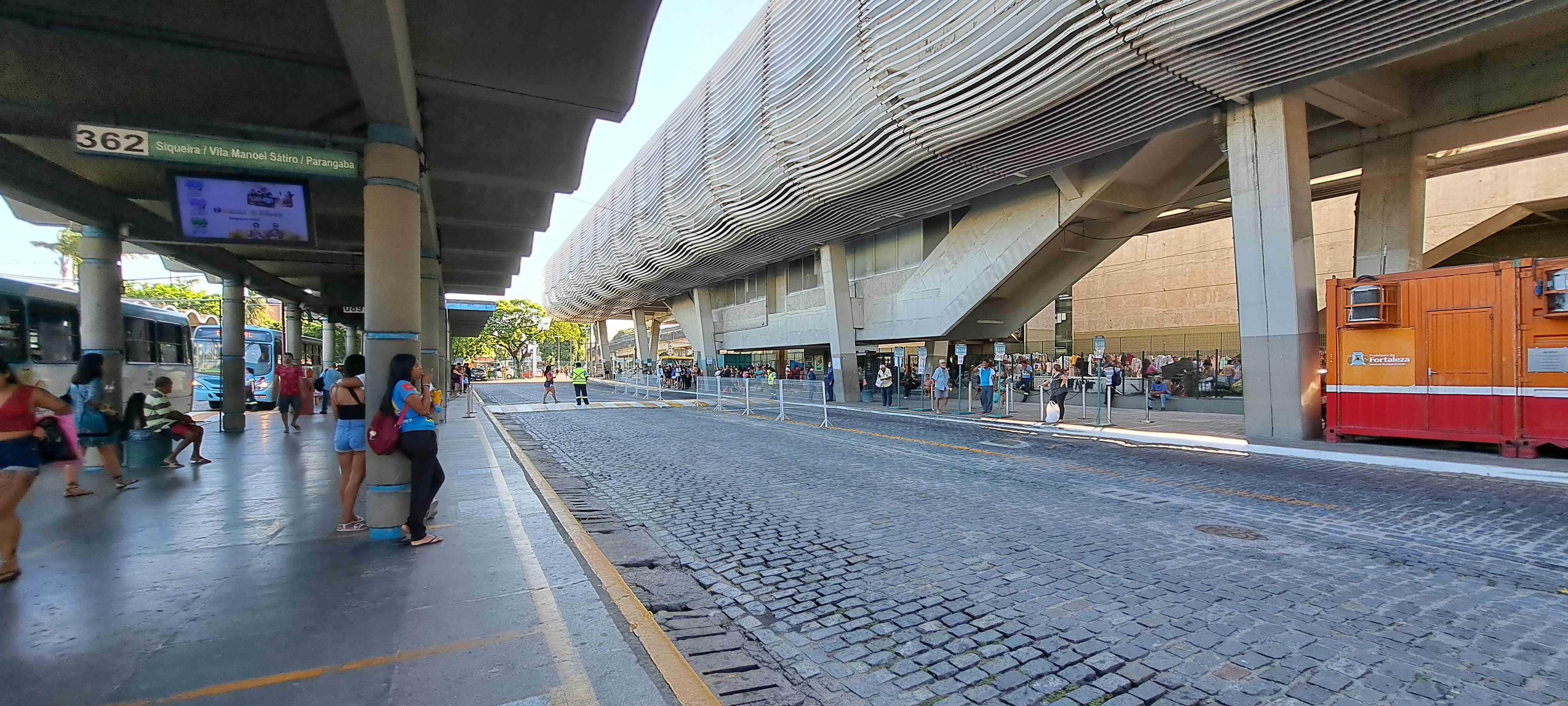
Plataformas de embarque e desembarque de ônibus do terminal Parangaba em julho de 2023. A direita da imagem, em destaque, a estação Parangaba do VLT e parte da estrutura dedicada do metrô

Por sua localização estratégica e alta demanda, Parangaba tem um grande potencial de ser um importante terminal intermodal, entre outros motivos, por se localizar ao lado da estação Parangaba, que atende a linhas sul do metrô e nordeste, ou Parangaba-Mucuripe, do veículo leve sobre trilhos (VLT), ambas pertencentes ao sistema denominado Metrô de Fortaleza, operado pela Companhia Cearense de Transportes Metropolitanos (Metrofor). 
Embora prometida desde meados de 2014, a integração tarifária entre a rede de ônibus da capital e a rede operada pelo Metrofor ainda não foi efetivada, o que causa uma série de problemas para os passageiros que precisam pagar duas passagens ao realizar a troca de meio de transporte.

A situação é ainda mais problemática no terminal Parangaba, pois embora esteja localizado diretamente ao lado da estação, não existe uma integração física entre as duas estruturas. Por aproximadamente uma década o usuário que desembarcasse do metrô ou VLT precisava caminhar alguns metros em calçada estreita, e cruzar dois acessos viários com movimentação intensa de  ônibus e alto risco de acidentes para conseguir adentrar o terminal por meio do acesso da rua Carlos Amora. A situação foi resolvida parcialmente com a abertura  em 2022 de um novo acesso voltado para a estação, aproveitando-se do uso de uma nova plataforma de embarque e desembarque de passageiros de ônibus localizada sob a estrutura elevada da estação Parangaba. Não existe previsão para a instalação de uma efetiva integração física ou tarifária entre os modais até o presente momento.